# Balcic
Balcic (în bulgară Балчик, în turcă Balçık, în franceză Baltchik, în engleză Balchik) este un oraș la țărmul Mării Negre, în regiunea Dobrici, Dobrogea de Sud, din nord-estul Bulgariei, situat la o distanță de 42 km de Varna. În prezent este una dintre atracțiile turistice ale Bulgariei la Marea Neagră. În perioada 1913-1940 a aparținut de Regatul României, împreună cu restul Dobrogei de Sud, în urma celui de-Al Doilea Război Balcanic (iunie-august 1913). În 1940, Cadrilaterul, inclusiv Balcicul, a fost redobândit de Bulgaria.

Aici se află Castelul din Balcic, reședința de vară preferată a Reginei Maria, înconjurat de o la fel de celebră grădină botanică unicat în Europa centrală și de est, în special datorită colecției de cactuși.
Datorită versanților de calcar din perimetrul său, localitatea a fost supranumită Orașul Alb. Întreaga zonă a fost numită Coasta de Argint din aceleași motive.
Lângă localitate a mai existat o așezare (azi parte a orașului) numită Mumcil în timpul administrației românești și Momchil în bulgară. Satul avea populație majoritară de etnie tătară.

## Istoric
Locul era populat de ionieni în secolul al V-lea î.Hr.. La acea vreme, așezarea era numită Kmuni sau Krunoi (în grecește însemnă „izvoare”), datorită abundenței izvoarelor carstice din zonă. 

Mai târziu a fost redenumit Dionysopolis  după numele zeului Dionysos, al vinului și sărbătorilor. După una din cele mai răspândite legende, orașul a primit acest nume după ce o statuie a lui Dionysos a fost adusă la țărm de valurile mării. Imaginea zeului apare și pe monedele bătute aici. Întemeiat în secolul al VI-lea î.Hr. de coloniști veniți din mai multe orașe grecești, Dionysopolis era un centru important pe țărmul vestic al Mării Negre până la începutul erei noastre, făcând parte din lanțul de colonii grecești care începea la nord cu Olbia (la gurile Bugului) și mergea spre sud până la Apollonia (astăzi Sozopol, Bulgaria).

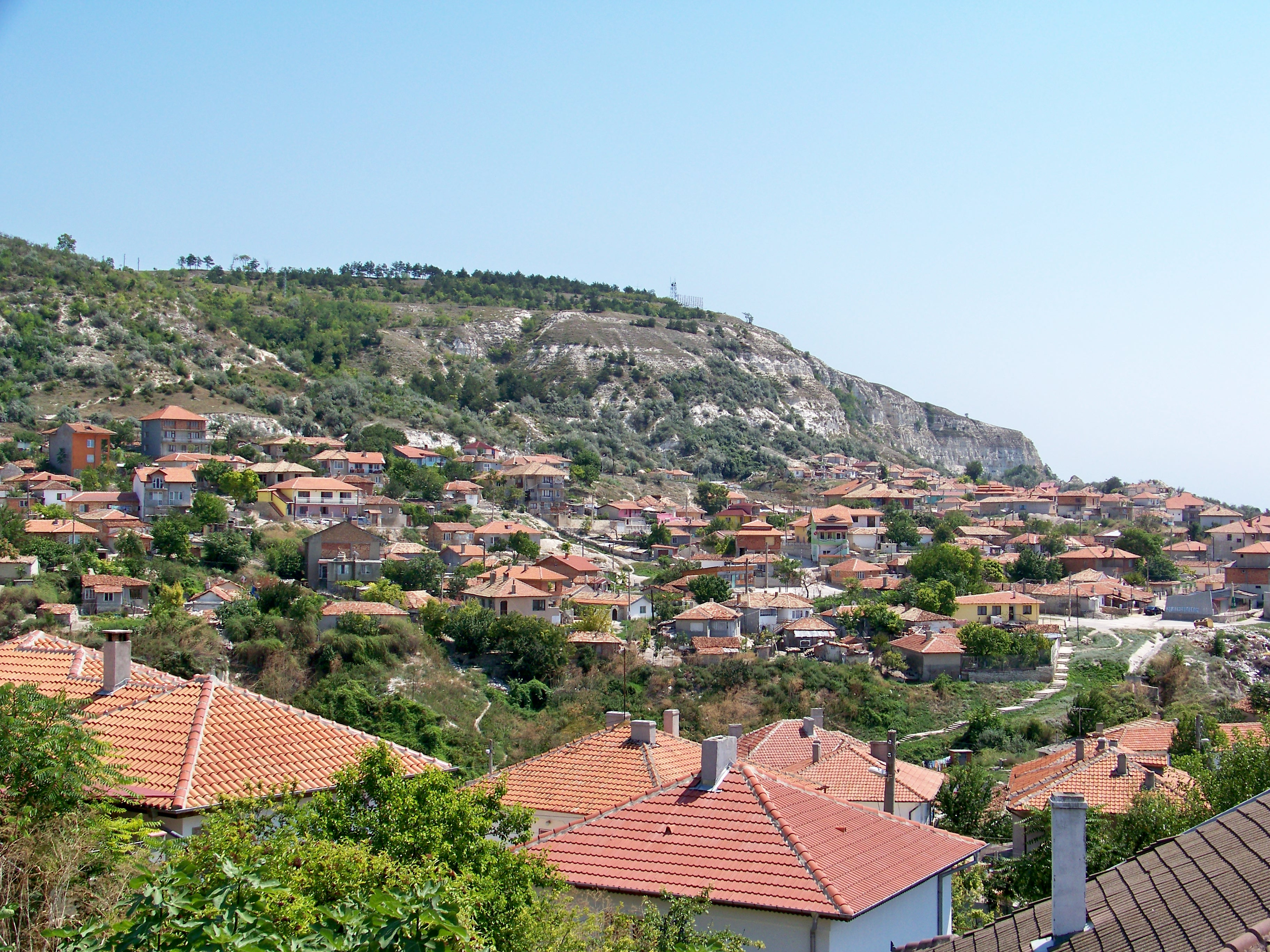
Vedere generală a Balcicului

În secolul I î.Hr., coloniile au fost pentru prima oară ocupate de trupele Imperiului Roman, dar la scurt timp populația zonei, formată din greci, sciți și geți s-a răsculat. O mărturie importantă a epocii este celebra "inscripție de la Dionysopolis" din anul 48 î.Hr., de fapt un decret de cinstire a lui Akornion, binefăcător al cetății care se remarcase ca ambasador la regele Daciei, Burebista, apoi ca sol al acestuia la Pompeius, adversarul lui Caesar. În perioada luptelor pentru putere de la Roma, orașul a fost ocupat de Burebista și integrat marelui său regat, ce includea întregul țărm vestic al Mării Negre.
Campania generalului Crassus din 29-28 î.Hr. aduce Dobrogea în sfera de influență a Romei, iar coloniile grecești sub directa stăpânire a guvernatorului provinciei Macedonia. Primii ani ai erei noastre sunt martorii exilului poetului Ovidiu la Tomis, care, după o legendă, trecând pe mare în dreptul Dionysopolis-ului, ar fi exclamat văzând peisajul: "O! Oraș de pietre albe, te salut pentru frumusețea ta nemaivăzută !". În anul 15 d.Hr, provincia Moesia a fost creată, dar Dobrogea a rămas (până în anul 46) parte a Regatului Odrișilor, client Romei, în timp ce coloniile grecești au format Praefectura orae maritimae - anexată Moesiei Inferior în anul 86, de către Domițian.
Istoria orașului Dionysopolis o va împărtăși în continuare pe aceea a Dobrogei, integrată Imperiului Roman, reperele importante fiind apariția și răspândirea creștinismului sau năvălirile barbare, accentuate prin Criza imperială din secolul al III-lea. La capătul acestei crize, împăratul Dioclețian creează provincia Scythia Minor (actuala Dobrogea), care din anul 395 va aparține Imperiului Roman de Răsărit (Bizantin).

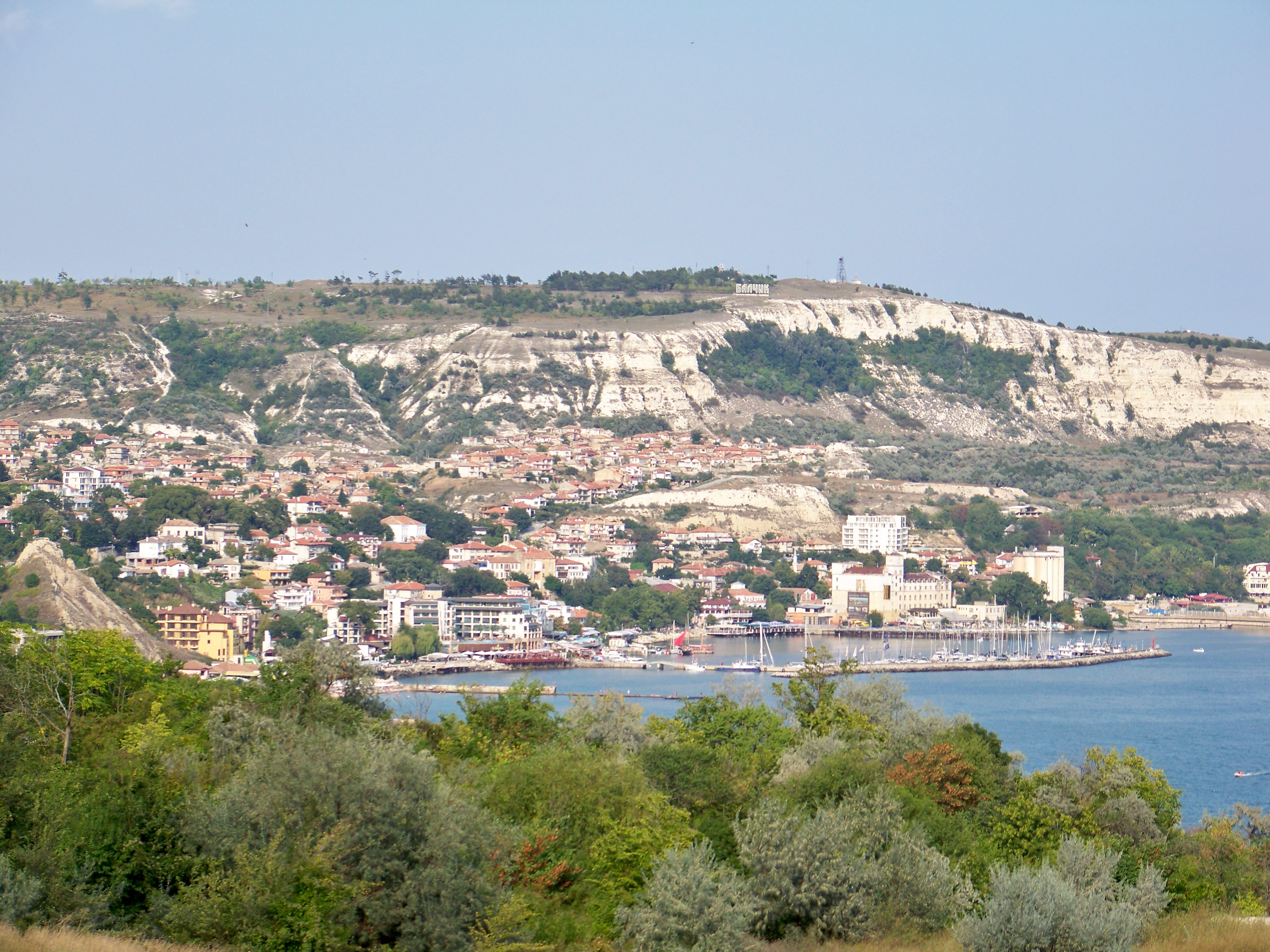
Coasta Mării Negre la Balcic

Deși a fost reparat de împărații Licinius, Iulian Apostatul și Valens, orașul va suferi distrugeri mari în timpul migrațiilor din secolele V-VI (este menționată și o mare inundație provocată de un tsunami în secolul al VI-lea) și va decădea treptat. Au trecut succesiv prin zonă goții, ostrogoții, antii, slavii, bulgarii, gepizii, cutrigurii, avarii. Dintre toți, slavii au avut cea mai mare influență, stabilindu-se în număr mai mare la sud de Dunăre, mai ales la începutul secolului al VII-lea, secol în care provincia va fi reorganizată de împăratul Constantin al IV-lea în "Thema Scythia".
Curând după această însă, hanatul bulgar al lui Asparuh, ajuns la nord de Dunare în urma luptelor cu khazarii, câștigă în anul 680 războiul cu Imperiul Bizantin și cucerește Dobrogea și Moesia. Un an mai târziu hanatul este recunoscut ca stat independent (Primul Țarat Bulgar), dar bizantinii și-au păstrat controlul încă 3 secole asupra țărmului Mării Negre, cu intermitențe și asupra zonei vechii cetăți Dionysopolis. Aceasta, dacă nu dispăruse, oricum nu mai avea caracter urban, decăzând și datorită dezvoltării cetății vecine Varna. Reconstrucția ei s-a făcut cu aportul din ce în ce mai mare al protobulgarilor, sus pe podișul ce domina vechea așezare (loc unde se mai păstrează vestigii ale așezării medievale din secolele al IX-lea - al XIV-lea).
În anul 895, prin Dobrogea au trecut și triburile maghiare, venind din Bugeac, iar în secolul următor sunt menționați primii stăpânitori feudali locali, probabil de origine slavă (Jupan Dimitri în sudul Dobrogei).

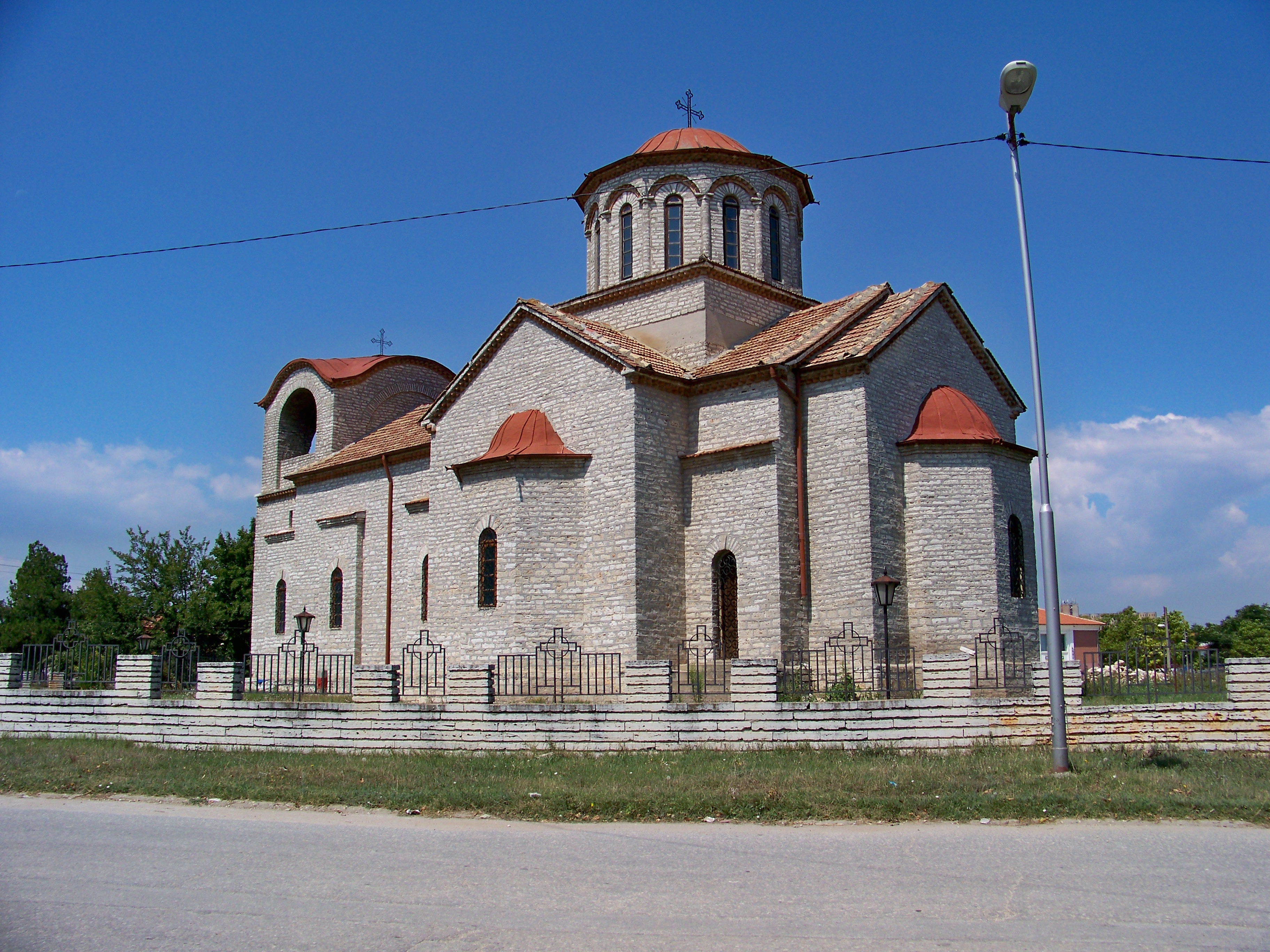
Biserică ortodoxă în Balcic

Cu sprijinul împăratului bizantin Nichiphor al II-lea Phokas, cneazul Sviatoslav I al Kievului atacă Țaratul Bulgar și ocupă Dobrogea în anul 968, mutând capitala Rusiei Kievene pentru 3 ani la gurile Dunării. În 971 însă, împăratul Ioan I Tzimiskes îl invinge pe Sviatoslav și îl alungă din Tracia și Dobrogea, restabilind în zonă autoritatea bizantină.
Odată cu apogeul Primului Țarat Bulgar, sudul Dobrogei va fi anexat acestuia de către țarul Samuil, care în prima fază
l-a învins pe împăratul Vasile al II-lea Bulgaroctonul; acesta revine în anul 1000 și distruge complet până în 1018 Țaratul Bulgar, organizând în Dobrogea "Strategia Dorostolon" și apoi "Thema Paristrion / Paradunavon".
Stăpânit de bizantini întreg secolul al XI-lea, țărmul sudic al Dobrogei va fi cunoscut și el, ca întreaga regiune, invaziile pecenegilor, uzilor și cumanilor; în aceeași perioadă sunt menționați în zonă și lideri locali, precum Tatrys/Tatos, Sestlav și Satza (probabil pecenegi) sau Pudilă (vlah). Începând cu secolul XII, dominația cumanilor s-a accentuat, iar după înfrângerea acestora din anii 1122-1123 de către împăratul Ioan al II-lea Comnenul, asimilarea lor de către băștinașii vlahi va duce la apariția elementului etnic românesc la Dunărea de Jos, coabitant cu cel slavo-bulgar. Aceste două principale populații autohtone, împreună cu resturile cumanilor, au participat în 1185-1186 la răscoala Asăneștilor.

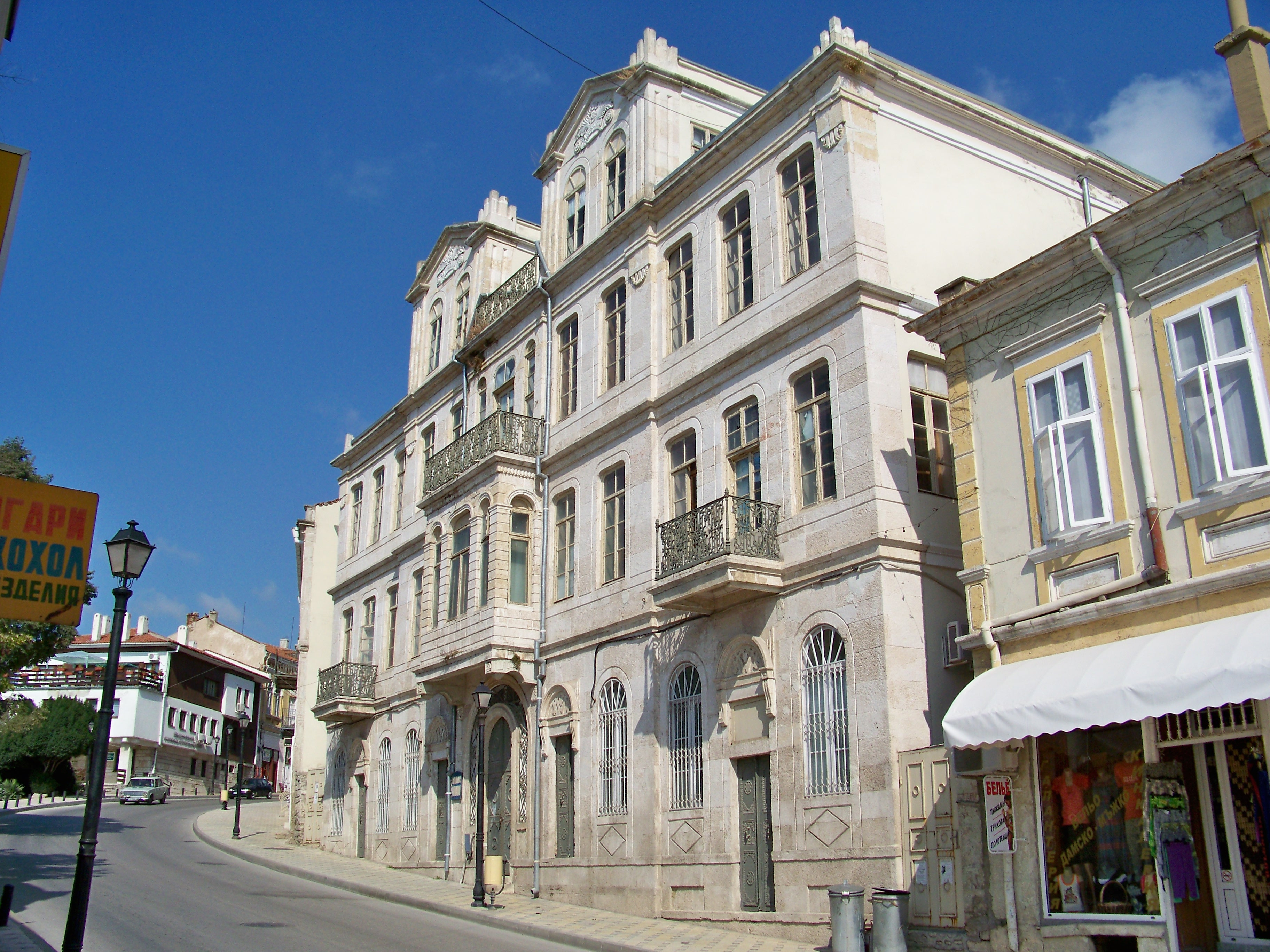
Centrul orașului Balcic

Dobrogea va rămâne în granițele imperiale până la începutul secolului al XIII-lea, când, în contextul înlocuirii Imperiului Bizantin cu cel Latin de Răsărit, va intra sub autoritatea Imperiului Vlaho-Bulgar al Asăneștilor (Al Doilea Țarat Bulgar).
În 1241 coloana sudică a marii armate mongole, sub conducerea lui Kadan, a invadat și Dobrogea, în drumul său spre vest. Autoritatea Asăneștilor a fost slăbită, și drept consecință, Hoarda de Aur și-a extins stăpânirea și asupra Dobrogei; de atunci a început colonizarea zonei cu turci selgiucizi și tătari islamizați (parte din urmașii acestora, trăind printre creștini, au devenit găgăuzii de mai târziu). Tot în această perioadă, datorită vremurilor nesigure, orașul s-a mutat din nou spre mare, în locuri mai greu accesibile - înălțimile apărate natural (în special dealul mare, numit Djinna Bair, unde s-au descoperit vestigii ale construcțiilor din secolele  XIII - XIV).
După 1300, zona a trecut din nou în stăpânirea celui de-Al Doilea Țarat Bulgar, sub conducerea țarului Teodor Svetoslav, pentru ca 25 de ani mai târziu să facă parte din principatul independent numit "Țara Cărvunei". De la numele primului conducător al acestui mic stat feudal, Balik (Balica), se consideră că provine denumirea de Balcic, menționată oficial abia în documente din secolul al XVI-lea. În primii ani ai întemeierii noului stat, este menționat și un mitropolit, Methodius, sub autoritatea căruia se afla nucleul noului stat, și anume zona Varna - Balcic - Carbona/Karvuna.

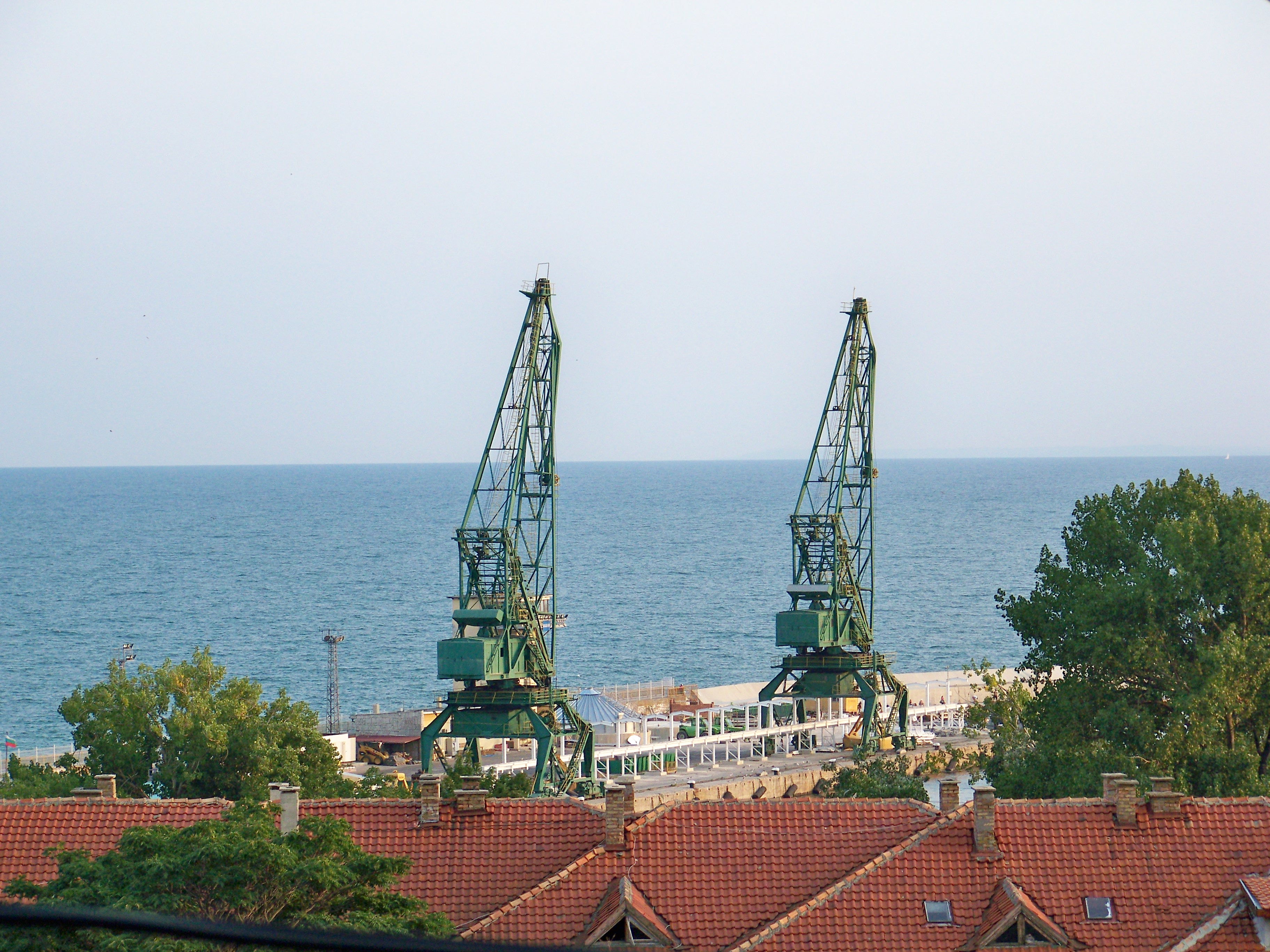
Portul Balcic

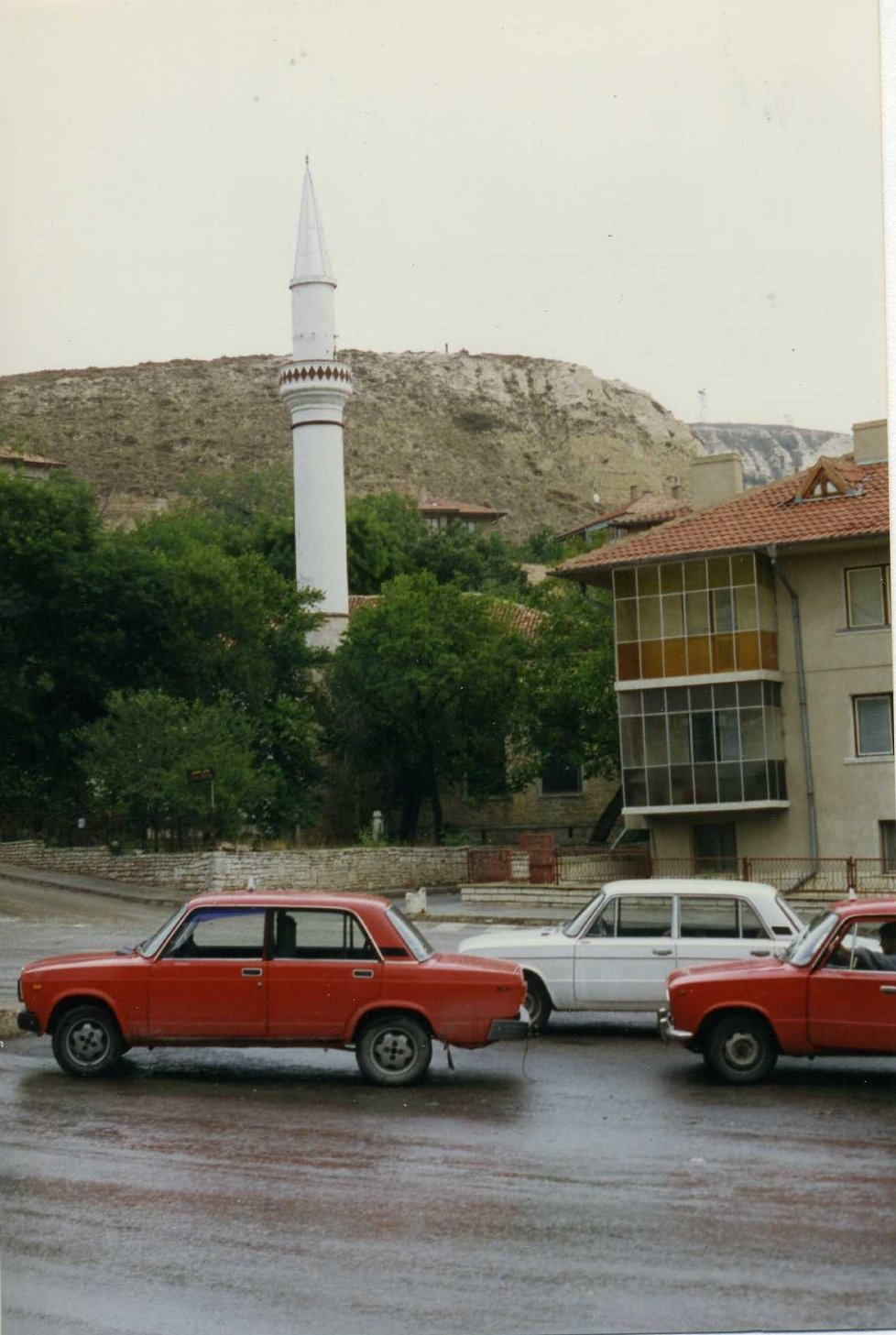
Moscheea din Balcic

Secolul al XIV-lea este deci o perioadă de înflorire și pentru Balcic, dar aceasta nu durează mult. În 1388 au loc primele atacuri ale turcilor, sub comanda lui Yakci-bey, trimis de vizirul Çandarli Ali-Pașa în fruntea a 5000 de călăreți, pentru a ocupa cetățile Țării Cărvunei. Turcii au numit noua țară ocupată după ultimul ei mare despot, Dobrotici, așa cum aveau obiceiul: Dobrugi-ili (Țara lui Dobrugi). În același an sau la începutul lui 1389, Mircea cel Bătrân, domnul Valahiei, învinge trupele otomane și preia puterea pentru prima oară în Dobrogea.

Au urmat ani grei pentru orașele de la țărmul mării, în care Mircea se va lupta cu turcii pentru a-și menține autoritatea în zonă, în final reușind acest lucru în anul 1404. Stăpânirea Valahiei asupra zonei Balcicului nu va dura însă decât până în anul 1420, când fiul lui Mircea, Mihail I, nu va putea rezista deselor atacuri, pierzându-și chiar viața în luptele cu turcii.
Astfel, sultanul Mehmed I ocupă întreaga Dobroge în campania din 1420, și Balcicul intră într-o lungă perioadă de stagnare economică, timp în care își va cristaliza funcția de așezare pescărească și se va forma și celebra sa atmosferă provincială de tip oriental.
Aflat între cetățile Varna și Kavarna, Balcic (vechia Karvuna) a fost capitala Țării Cărvunei. În cele aproape 5 secole de stăpânire otomană se va dezvolta mai mult ca centru de comerț cerealier în tranzit, datorită poziției strategice și micului său port, fiind chiar centru al unui district, în zorii epocii moderne având încă un aspect rural.
Liberalizarea comerțului cu grâne după pacea de la Adrianopol (1827) i-a dat un impuls deosebit în dezvoltare, portul fiind favorizat de poziția adăpostită față de vânturile de nord și est. Comercianți din toată lumea creștină ocupată de otomani au început să se așeze în micul port (greci, armeni, evrei) și să întemeieze chiar primele manufacturi. Mai ales după Războiul Crimeei (1853-1856), orașul și-a accelerat dezvoltarea și a devenit un mare centru comercial cerealier, în special pentru porumb. De asemenea, au apărut fabrici de vin, de piele, de prelucrare a hameiului sau a tutunului, cele două mori sistematice.

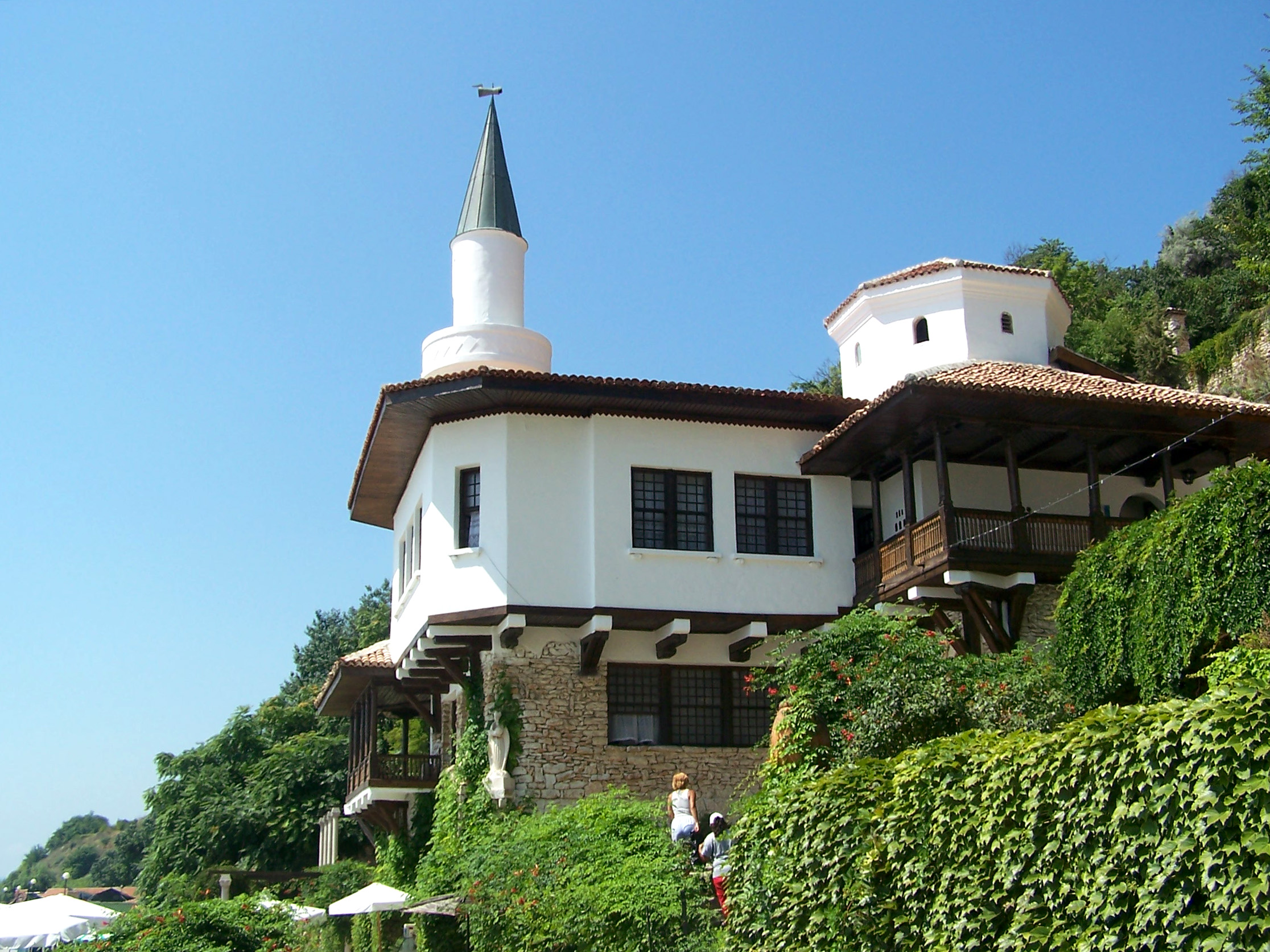
Castelul din Balcic

Tot în prima jumatate a secolului al XIX-lea, Balcicul este și el martor al mișcării de redeșteptare națională a bulgarilor, în frunte cu patriotul Koicho Raichov, care a contribuit la înființarea primei școli bulgărești, pe lângă biserica Sf. Nicolae construită în 1841. Deși distruse de turci ca represalii în timpul anului revoluționar 1848, biserica și școala au fost apoi reclădite în deceniile următoare, contribuind la consolidarea și lărgirea comunității de bulgari în oraș. Acesta avea în 1872 peste 7000 de locuitori: turci, bulgari, tătari, greci, evrei, găgăuzi.

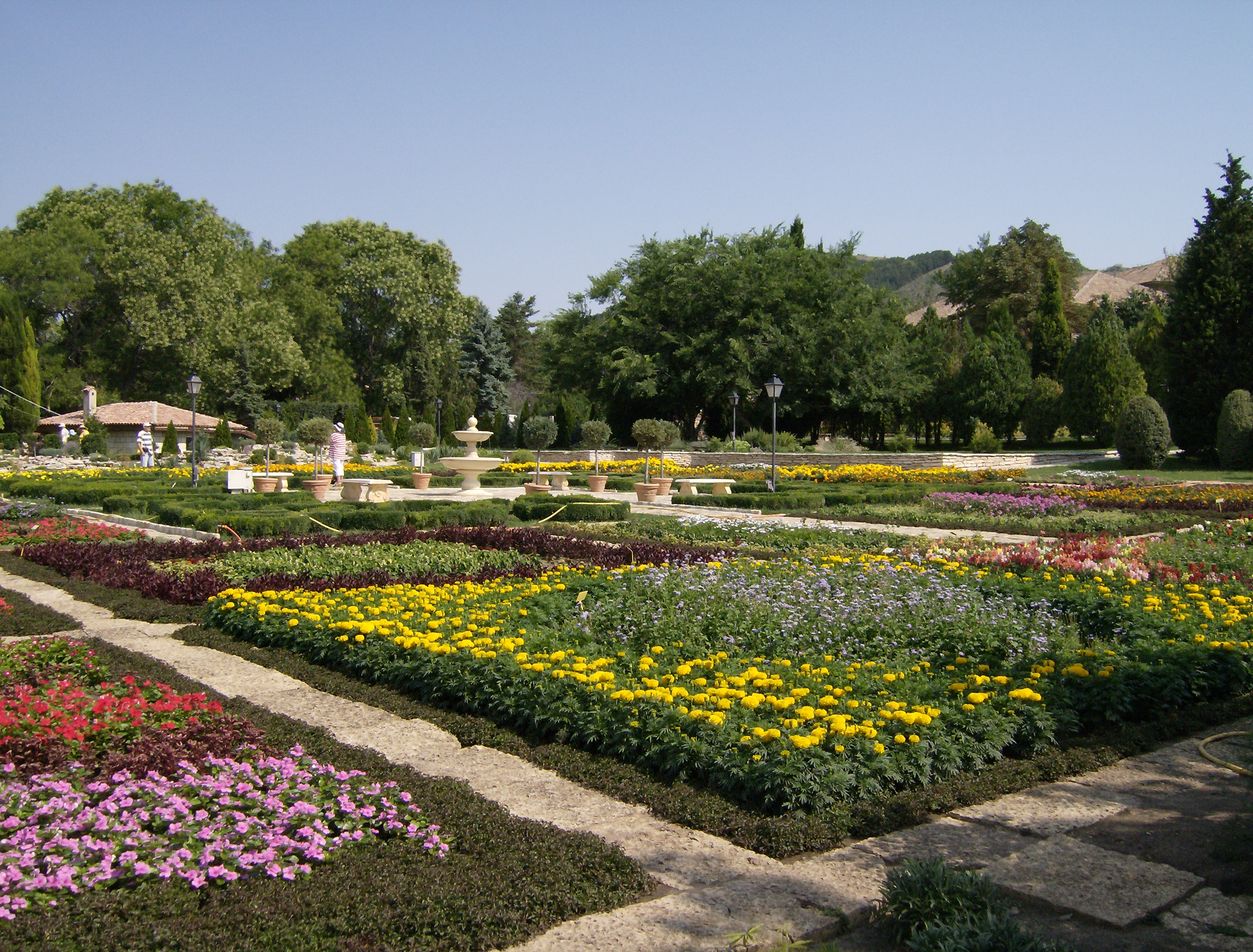
Grădinile castelului din Balcic

După Războiul Ruso-Turc din 1878, Balcicul (eliberat la 19 ianuarie 1878 de trupele generalului-locotenent Zimmerman) intră în componența Principatului Autonom Bulgaria, aflat de jure sub suzeranitate otomană, și care în 1908 își câștigă independența.
În a doua jumătate a secolului XIX se construiesc multe dintre clădirile impozante ale centrului comercial, care se mai pot observa și astăzi în orașul vechi. Ele s-au adăugat celor existente care purtau amprenta stilului tradițional oriental; clădirile noi (inclusiv cele două biserici) au fost construite însă sub influența stilului eclectic și neoclasic al epocii - erau vremuri de renaștere națională și religioasă a bulgarilor, deși marea majoritate a locuitorilor Balcicului o formau în 1878 turco-tătării (o gravură din 1860 arăta orașul dominat de 5 minarete de geamii).
La începutul secolului al XX-lea, Balcicul era deja un orășel comercial cosmopolit, loc de târg cu străzi înguste, dar pline de căruțele negustorilor de grâne, geamii și biserici, clădiri înalte de piatră și magazii spațioase în port (în 1909 exista lângă port și o fabrică de cărămidă). De asemenea, orașul începuse să se extindă tot mai sus pe terase, iar către vest, la gura de vărsare a pârâului Ac-bunar, în locul numit "Trapezata", unde mai târziu avea să se înalțe castelul Reginei Maria, existau deja câteva mori de apă.
Revirimentul bulgarilor și al altor creștini (greci, armeni) a făcut ca deja din acea perioadă populația de credință musulmană să înceapă a scădea numeric - mai ales odată cu independența deplină a Bulgariei în 1908. Totuși, față de alte orașe din zonă, Balcicul păstra încă la data ocupării lui de către România un puternic aspect oriental.
Din 1913, odată cu intrarea între granițele Regatului României în urma celui de-Al Doilea Război Balcanic, Balcicul va deveni din ce în ce mai cunoscut și frecventat, lansându-se ca destinație turistică pentru lumea artistică și politică românească. Unul dintre edilii orașului a fost chiar Octavian Moșescu, celebru publicist, editor, memorialist și colecționar de artă. Acesta a avut două mandate între anii 1931-1932, respectiv 1938-1940. În anul 1940, România pierde Balcicul și întregul Cadrilater.

## Demografie
Componența etnică a orașului Balcik
     Bulgari (68,18%)
     Romi (8,21%)
     Turci (14,77%)
     Nicio identificare (7,18%)
     Altele (1,64%)
La recensământul din 2011, populația orașului Balcic era de 11.610 locuitori. Din punct de vedere etnic, majoritatea locuitorilor (68,18%) erau bulgari, existând și minorități de turci (14,77%) și romi (8,21%). Pentru 7,18% din locuitori nu este cunoscută apartenența etnică.

### Recensământul românesc din 1930
Componența etnică a orașului Balcic (1930)
     Români (15,93%)
     Bulgari (35,08%)
     Turci (30,08%)
     Armeni (1,17%)
     Tătari (5,22%)
     Greci (3,1%)
     Romi (8,08%)
     Altă etnie (2,15%)
Componența confesională a orașului Balcic (1930)
     Ortodocși (55,39%)
     Musulmani (43,35%)
     Altă religie (1,26%)
Conform recensământului efectuat în 1930, populația orașului Balcic se ridica la 6.396 locuitori. Majoritatea locuitorilor erau bulgari (35,08%), cu o minoritate de români (15,93%), una de turci (30,08%), una de armeni (1,17%), una de tătari (5,22%), una de greci (3,1%) și una de romi (8,08%). Alte persoane s-au declarat: maghiari (5 persoane), germani (4 persoane), ruși (12 persoane), găgăuzi (39 de persoane), evrei (2 persoane), ucraineni (1 persoană), cehi/slovaci (1 persoană), albanezi (11 persoane), polonezi (1 persoană), altă etnie (9 persoane). Din punct de vedere confesional, majoritatea locuitorilor erau ortodocși (55,39%) și dar existau și musulmani (43,35%). Alte persoane au declarat: armeano-gregorieni (48 de persoane), evanghelici/luterani (13 persoane), greco-catolici (6 persoane), romano-catolici (7 persoane), mozaici (3 persoane), reformați (2 persoane) și unitarieni (1 persoană).

## Orașe înfrățite
Orașul Balcic este înfrățit cu următoarele localități:
- Armutalan, Turcia
- Bran, România
- Mangalia, România
- Stará Ľubovňa, Slovacia
- Hagfors, Suedia
- Cieszyn, Polonia